# 乔治·沙克伯勒-伊夫林

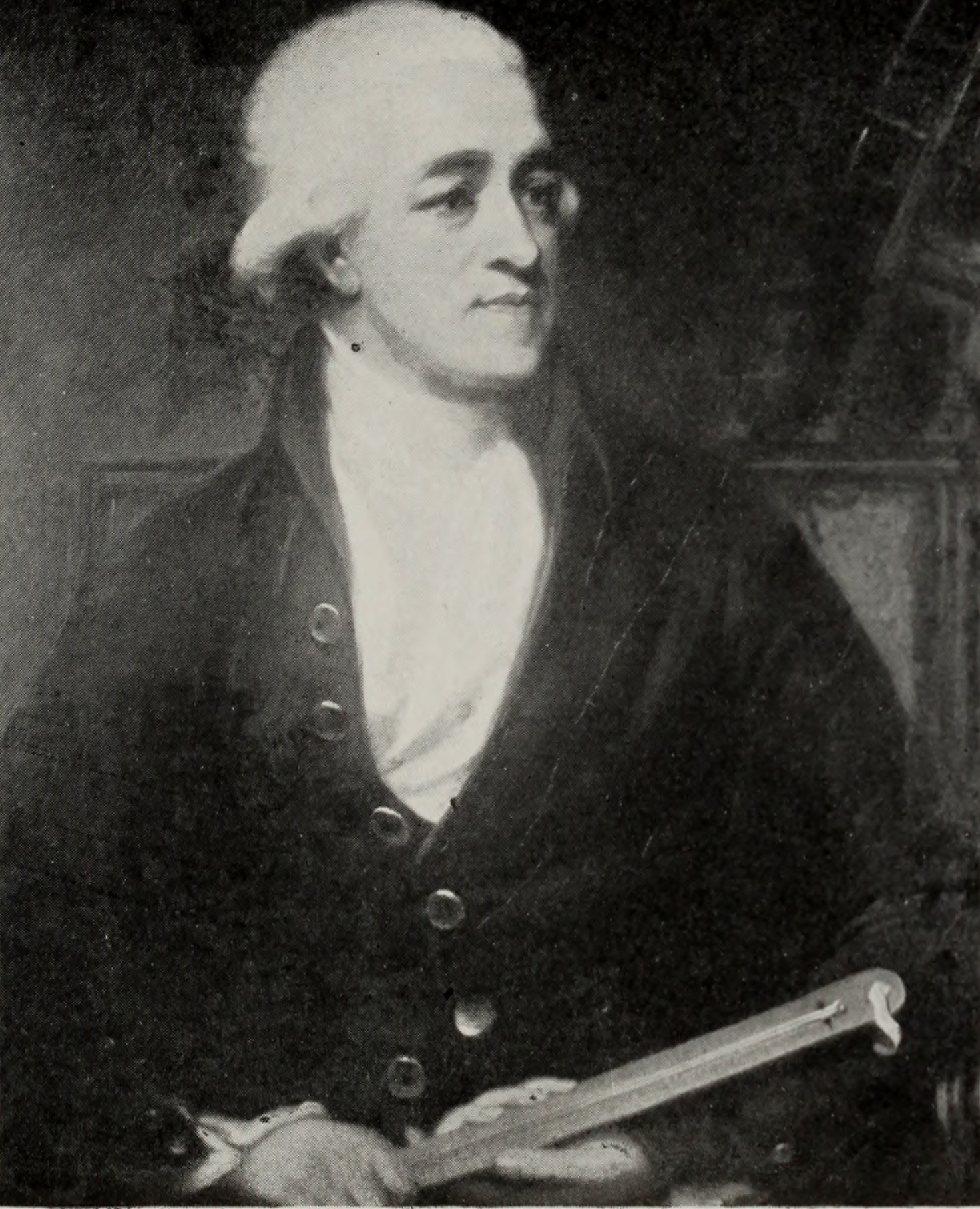
乔治·沙克伯勒-伊夫林爵士

乔治·奥古斯塔斯·威廉·沙克伯勒-伊夫林爵士，第六世准男爵（英語：Sir George Augustus William Shuckburgh-Evelyn, 6th Baronet；1751年8月23日—1804年8月11日），英国政治家、数学家和天文学家。

## 生活
乔治·沙克伯勒出生于1751年8月23日，是利默里克理查德·沙克伯勒（Richard Shuckburgh）的儿子。曾就读于拉格比公学和牛津大学贝利奥尔学院，1772年获得学士学位。
1773年在他的伯父死后，他成为了男爵，（从欧洲读研回国后）搬到了其家族在沃里克郡下沙克伯勒村的-沙克伯勒公馆（Shuckburgh Hall）。从1780年起直到他去世的1804年，一直任英国下议院沃里克郡国会议员。
他在1782年娶了第一任妻子莎拉·约翰娜·达克（Sarah Johanna Darker）。他的第二次婚姻是在1785年10月6日，与费尔布里奇村（Felbridge）詹姆斯·伊夫林的女儿——朱莉娅·安娜贝拉·伊夫林（Julia Annabella Evelyn）结了婚。在1793年他岳父去世后，沙克伯勒将“伊夫林”加到自己的姓氏中。他们的女儿朱莉娅·伊夫林·梅德蕾·沙克伯勒（Julia Evelyn Medley Shuckburgh）后来嫁给了第三世利物浦伯爵-查尔斯·詹金森（Charles Jenkinson）。
1804年8月11日他在沃里克郡的沙克伯勒村去世。

## 科学贡献
他做过一系列的天文观测并创建了一份星历表，在1774年到1797年间共发表了12册。1791年沙克伯勒在英格兰沃里克郡的私人天文台安装了一架望远镜。他的观察包括了对月球表面特征的测量。月球“沙克伯勒环形山”就是以他的名字命名的。
沙克伯勒对计量学也作出了贡献。他观察了不同压力下，水的沸点变化，并指出：当进行温度计校准时需要控制这种影响。而“沙克伯勒尺”是爱德华·特劳顿为他制作的一种标准黄铜码尺，乔治·比德尔·艾里曾在测量地球形状时使用到了“沙克伯勒比例尺”，它也是英国政府定制多年的长度计量标准。
在统计学中，沙克伯勒是一位物价指数整理先驱。
1774年，他成为了英国皇家学会外籍会士；1798年与查理斯·哈契特共同获得最高科学奖-科普利奖章。

## 参引
1. 1 2 3 4 5 6   . . London: Smith, Elder & Co. 1885–1900.
2. ↑  .   [2015-05-17]. （原始内容存档于2019-05-02）.
3. ↑  麦康内尔, 安妮塔. . . 科学、技术和文化，1700年-1945年. 阿什盖特出版有限公司. 2007年: 135–137. ISBN 9780754661368.
4. ↑  皮尔恩, 约翰. . 医疗传记杂志. 2012, 20 (1): 42–46. doi:10.1258/jmb.2011.011005.
5. ↑  祖普科, 罗纳德·爱德华. . 美国哲学学会回忆录 186. 美国哲学学会. 1990: 75. ISBN 9780871691866..
6. ↑  普法伊费尔, 路德维克. . 调查综述. 2001年, 36 (280): 101–109. doi:10.1179/003962601791483623.
7. ↑  Kendall, M. G. . 国际统计学会回顾 / 国际统计学会回顾. 1969年, 37 (1): 1–12. JSTOR 1402090.
8. ↑  哈得孙, 詹姆斯 (编). . R. Taylor for the Royal Society. 1834: 18.

| 大不列颠国会                                   | 大不列颠国会 | 大不列颠国会                                          |
| ---------------------------------------------- | --- | ----------------------------------------------------- |
| 前任： 托马斯·斯基普威思爵士 查尔斯·霍尔特爵士 | 沃里克郡议员 （與罗伯特·劳利爵士（1780年－1793年）、 约翰·莫当特爵士（1793年－1801年）） 1780年－1801年              | 繼任： 大不列顛及北愛爾蘭聯合王國國會議員             |
| 大不列颠及北爱尔兰联合王国国会                 | |                                                       |
| 前任： 大不列顛國會議員                        | 沃里克郡议员 （與约翰·莫当特爵士（1801年－1802年）、 达格代尔·斯特拉特福·达格代尔（1802年－1804年）） 1801年－1804年 | 繼任： 达格代尔·斯特拉特福·达格代尔 查尔斯·莫当特爵士 |
| 英格蘭從男爵爵位                               | |                                                       |
| 前任： 查尔斯·沙克伯勒                         | 沙克伯勒准男爵 1773年－1804年                                                                                        | 繼任： 斯特威克莱·沙克伯勒                            |